# Улица Вавиловых (Санкт-Петербург)
Улица Вави́ловых — улица в Калининском районе Санкт-Петербурга. Пролегает от проспекта Науки до Северного проспекта, минует улицу Академика Байкова.

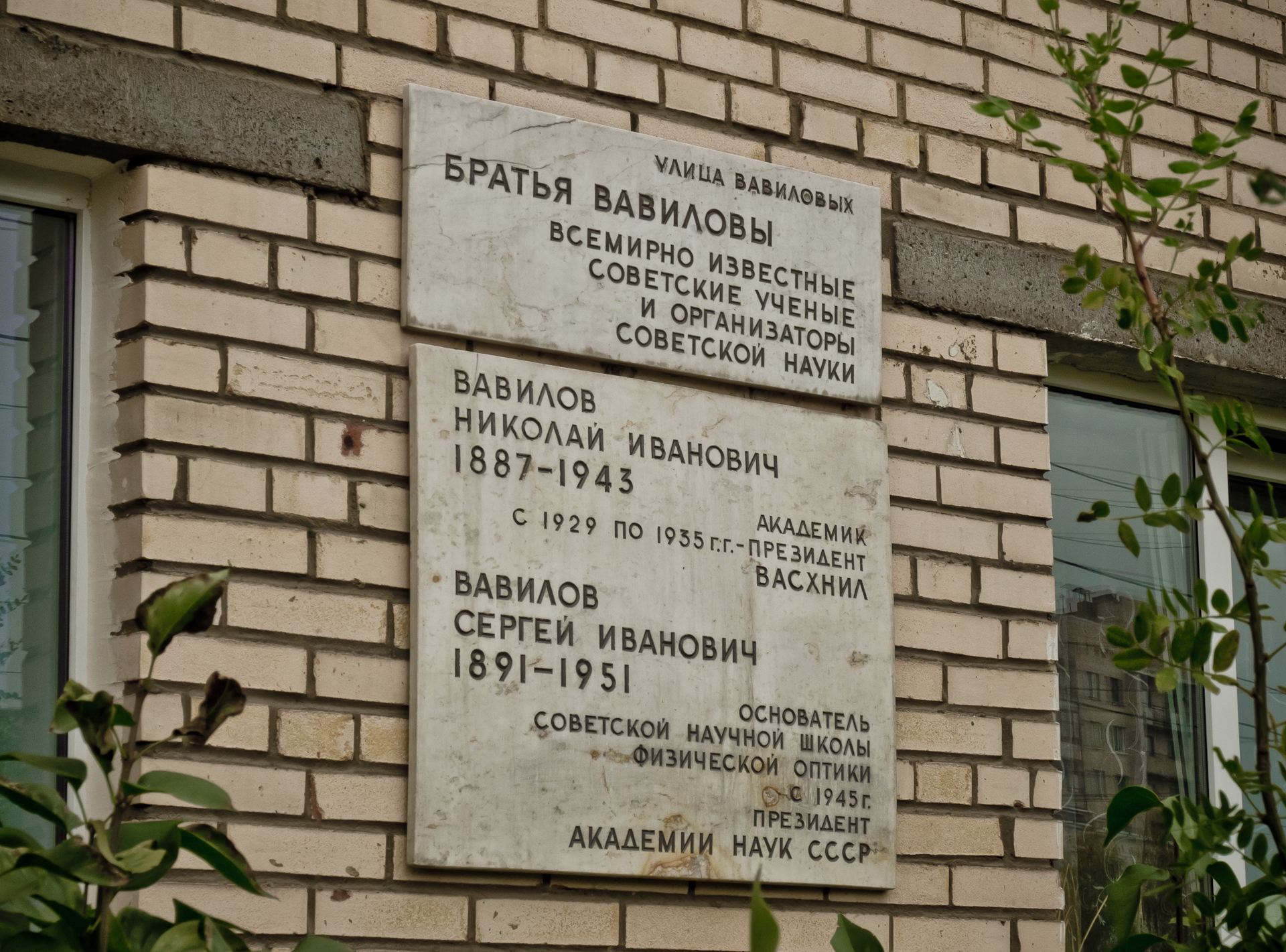
Мемориальная доска братьям Вавиловым

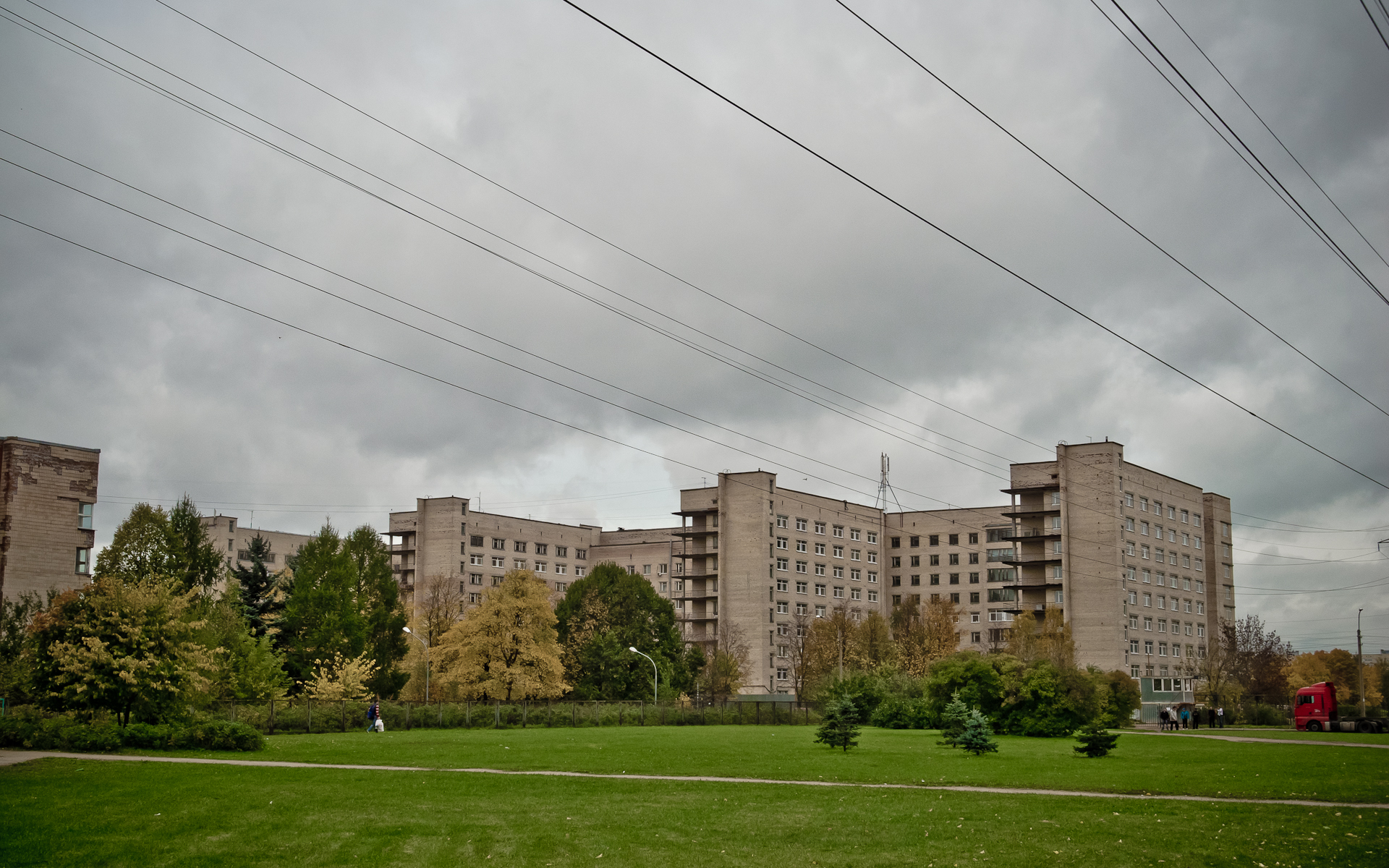
Больница Святой Великомученицы Елизаветы

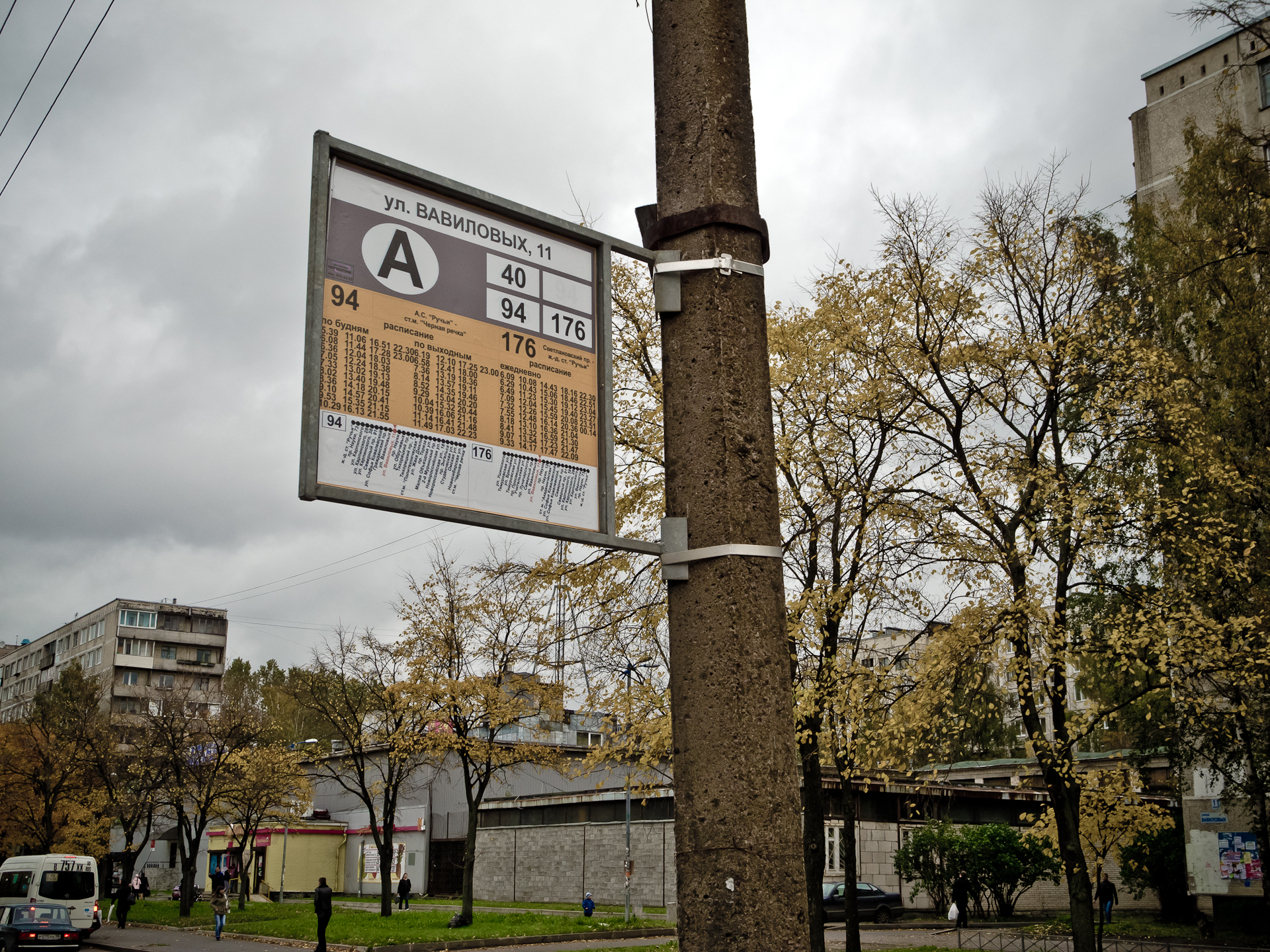
Автобусная остановка «Ул. Вавиловых, 11»

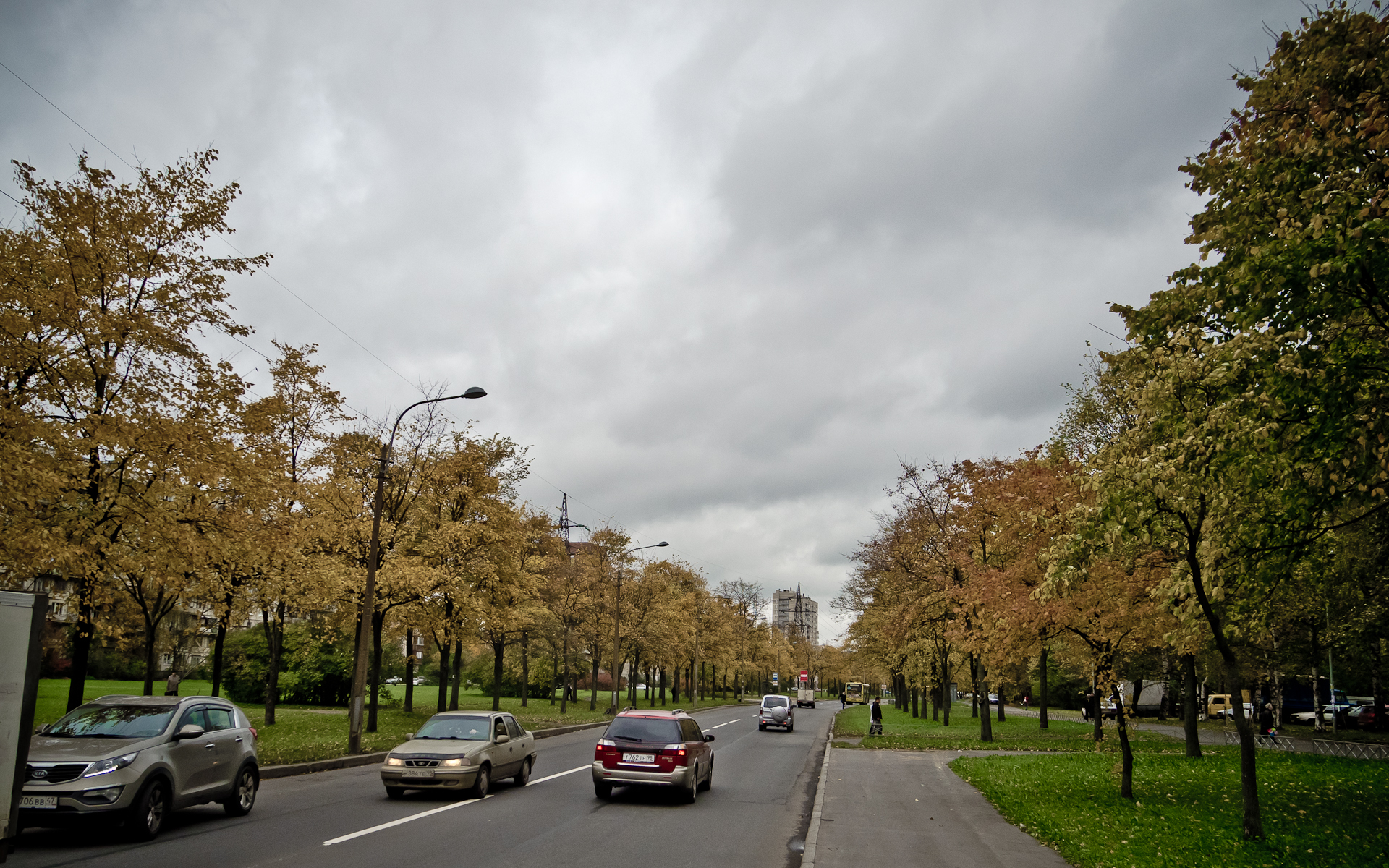
Улица Вавиловых возле дома 13

## Общая информация
Застройка улицы началась в 1967 году. Своё название она получила в честь деятелей науки братьев Вавиловых: Николая Ивановича (1887—1943) и Сергея Ивановича (1891—1951).
Вдоль улицы проходит зелёная зона, по которой проложена линия электропередачи. В 2014 году она получила название Вавиловский сквер.

## Инфраструктура

### Транспорт
Ближайшая станция метро (675 м) «Академическая».
По улице осуществляется движение автобусов маршрутов № 40, 78, 94, 176, 283. Рядом, на проспекте Науки, существует трамвайная линия маршрутов № 9, 38, 57.

### Учреждения здравоохранения
- Больница Святой Преподобной Мученицы Елизаветы[3]

адрес: улица Вавиловых, дом 14 А (главный корпус)

телефон справочного: (812) 556-77-22

телефон приёмного отделения: (812) 555-18-42 

телефон поликлинического отделения: (812) 555-35-02
- СПб ГУЗ «Родильный дом № 17», Отделение № 2[4]: Закрыт с 2013 года[5]

адрес: улица Вавиловых, дом 12

телефон справочного: (812) 555-18-55

телефон приёмного отделения: (812) 555-58-90

### Образовательные учреждения
- ГОУ Средняя общеобразовательная школа № 137 Калининского района Санкт-Петербурга[6]

адрес: улица Вавиловых, дом 8 к. 2

телефон: (812) 555-29-17
- ГОУ дополнительного образования детей Центр внешкольной работы[7]

адрес: улица Вавиловых, дом 13 к. 3

телефон: 7 (812) 555-66-44
- ГДОУ Детский сад № 58 Калининского района Санкт-Петербурга

адрес: улица Вавиловых, дом 4, к. 3

телефон: (812) 555-18-84
- ГДОУ Детский сад № 23 Калининского района Санкт-Петербурга

адрес: улица Вавиловых, дом 5, к. 2

телефон: (812) 555-66-71
- ГДОУ Детский сад № 80 Калининского района Санкт-Петербурга

адрес: улица Вавиловых, дом 11, к. 2

телефон: (812) 555-69-84

### Торгово-бытовые центры
Торговый центр «Вавиловский», улица Вавиловых, дом 13 к. 1А
- универсам «Магнит»
- магазин "Верный"
- мебельная компания «Терминал»
- аптека "Магнит Аптека"

## Жилая застройка
Жилые дома на улице Вавиловых представлены, в основном, типовыми сериями панельных домов 1-ЛГ-606, типовой серией кирпичных домов 1-528кп-80, а также домами оригинальных проектов последних лет.